# Alethea Gyles
Margaret Alethea Gyles (Bath, c. enero de 1867 – Londres, 23 de enero de 1949), conocida como Althea Gyles, fue una poetisa y artista irlandesa, conocida principalmente por sus diseños de portadas de libros, en particular los que diseñó para W. B. Yeats.

## Biografía

### Infancia y juventud
Gyles nació en Bath, Somerset (Inglaterra) en 1867 y fue bautizada allí en Walcot el 5 de febrero de 1867. Tenía dos hermanas mayores, Lena Louisa y Maud Mary, ambas también nacieron en Bath.
Su hogar familiar se encontraba en Kilmurry, en el condado de Waterford. George Gyles, su padre, provenía de una prominente familia angloirlandesa que, según W. B. Yeats, era «tan arrogante que sus vecinos la llamaban la Familia Real». Su madre, Alithea Emma Gyles, era hija del obispo de Hereford, Edward Grey, y sobrina de Charles Grey, primer conde de Grey. La familia se mudó a Dublín en 1889.
Gyles rompió lazos con su familia y, según se dice, se ganaba la vida vendiendo un reloj y escribiendo cuentos para un periódico irlandés. Por aquel entonces, asistía a una escuela de arte en St Stephen's Green. Debido a sus precarias condiciones de vida y a su pobreza, E. J. Dick la invitó a vivir en «la casa», una comuna teosófica situada en el número 3 de Ely Place. También vivían allí la esposa de Dick y George William Russell. Cuando W. B. Yeats se unió a la casa en 1891, describió a Gyles como «una extraña joven pelirroja, cuyos pensamientos estaban puestos en la pintura y la poesía». Gyles se peleó con los Dick, volviendo a la «hambruna y la miseria [que] ocupaban un lugar destacado en su ritual de adoración». Mientras vivía en el número 53 de Mountpleasant Square, escribió una novela inédita, La mujer sin alma, cuya trama se centra en un mago negro.

### Carrera

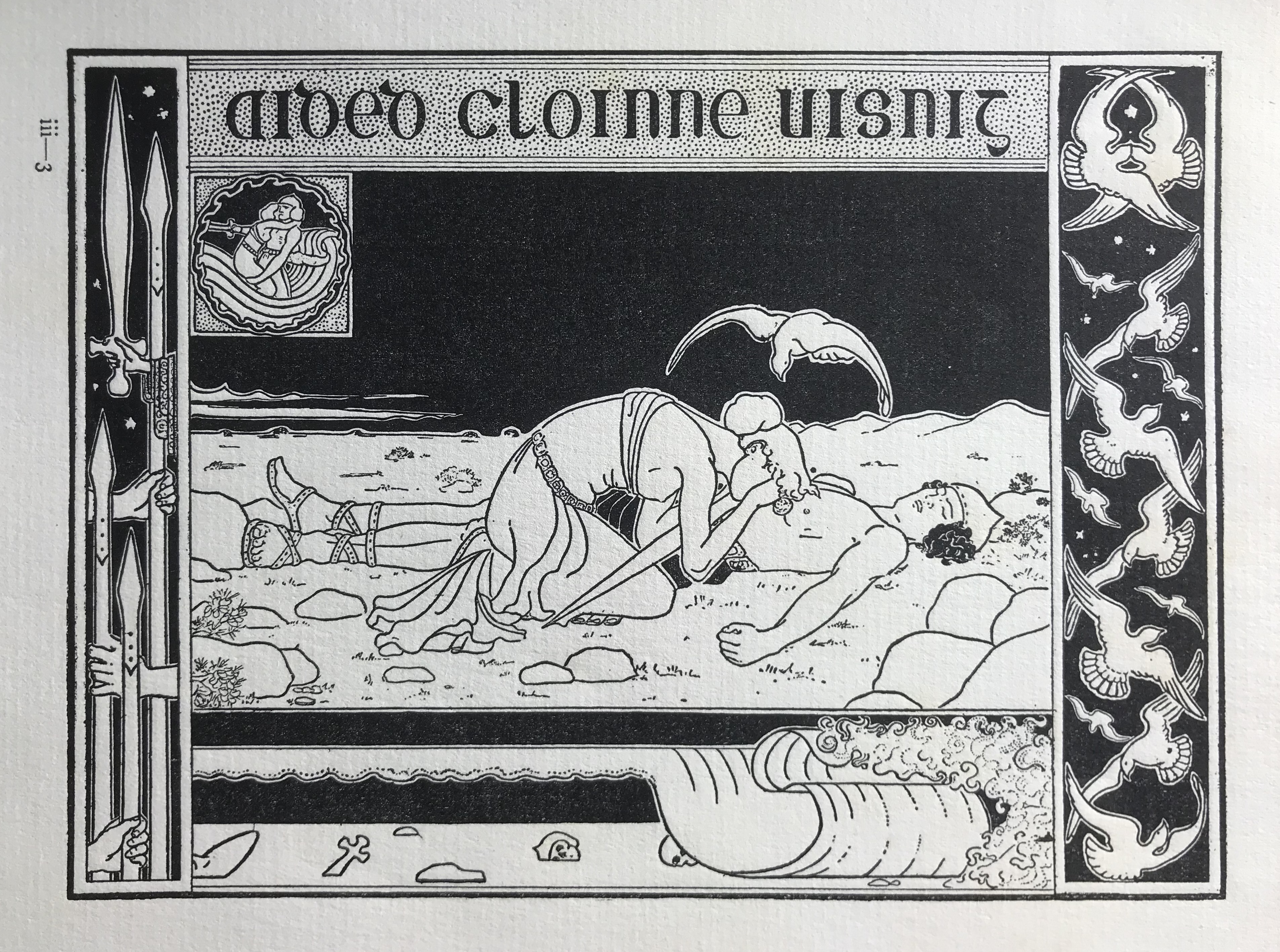
La violenta muerte de los niños de Uisnigh, en The Dome (1897)

Gyles se fue de Dublín a Londres en 1892, donde reanudó sus estudios de arte, primero en Pedders y, a partir de 1893, en la Slade School of Fine Art. Durante su estancia en Londres, se relacionó con conocidos escritores, entre ellos Oscar Wilde, quien valoraba mucho su obra. Para 1896, se había establecido en un estudio en el número 86 de Charlotte Street, Fitzroy Square, y era amiga de la crítica de arte Lady Colin Campbell y de la artista Mabel Dearmer. Su poema «Tiempo de rocío» se publicó en la revista Pall Mall en octubre de 1894. También ilustró el poema, influenciado por George Russell.
En junio de 1896, su dibujo La Ofrenda de Pan apareció en The Commonweal, y en 1897 ilustró Deirdre: la Cantata del Premio Feis Ceoil de T. W. Rolleston. Por aquella época, ella y Yeats se interesaron por la Orden Hermética de la Aurora Dorada, cuya iconografía cabalística influyó en el diseño de la portada de su libro La Rosa Secreta (1897). También diseñó la portada de Poemas (1899) y El viento entre los juncos (1899), y creó el diseño de portada para Los Idilios de Killowen (1898) de Matthew Russell.
W. B. Yeats escribió sobre Gyles:

La señorita Althea Gyles podría llegar a ser una de las poetisas irlandesas más importantes del pequeño grupo que busca expresar indirectamente, mediante mitos y símbolos, o directamente en breves letras llenas de oraciones y lamentaciones, el anhelo del alma por la belleza y la felicidad espiritual. Ha escrito, además de la letra que cito, encantadora en forma y fondo, un pequeño número de poemas llenos de simbolismo original y ardor espiritual, aunque aún carentes de sutileza rítmica. Sus dibujos y portadas, en las que el simbolismo preciso nunca interfiere con la belleza del diseño, son hasta el momento su expresión más satisfactoria.

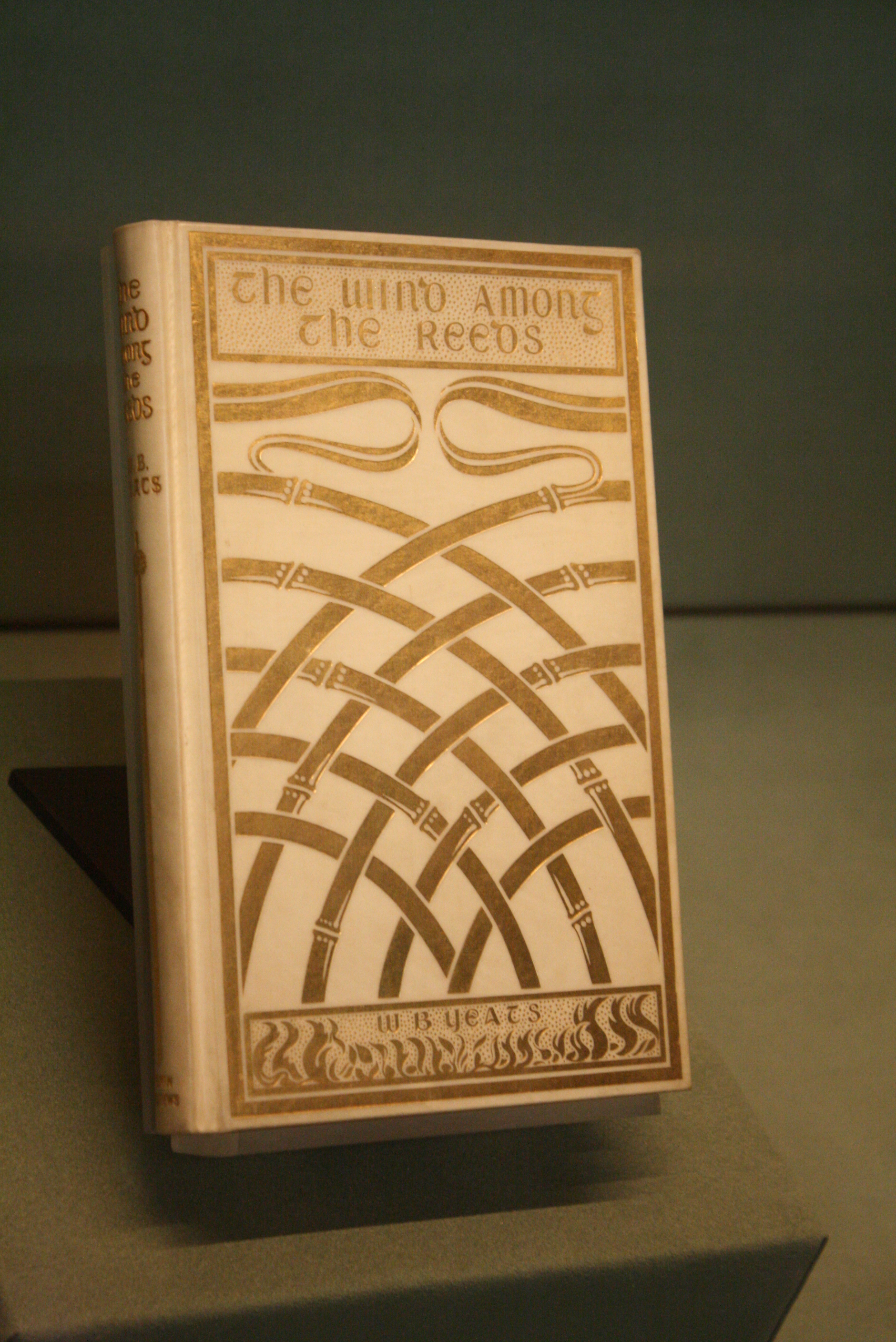
Portada de El viento entre los juncos diseñada por Gyles

Tanto Yeats como Gyles eran conocidos de Aleister Crowley, con quien Gyles tuvo una aventura romántica. Sus experiencias con la magia y la visión astral son narradas por Crowley como sus personajes ficticios: Crowley como el conde Swanoff, Gyles como Hypatia Gay y Yeats como Will Bute. En 1899, Gyles ilustró La Casa de la Ramera de Oscar Wilde, publicada por Leonard Smithers. Gyles se involucró con Smithers, lo que finalmente provocó que Yeats se distanciara de ella. Más tarde, en 1899, diseñó las portadas de Decoraciones de Ernest Dowson, que presentaban una rosa estilizada que Yeats describió como su «símbolo central». Para la cubierta de La Noche (1900), de John White-Rodyng, imaginó cuatro pájaros en espiral picoteando un corazón entre un sol y una luna, con estrellas.
A mediados de septiembre de 1900, Arthur Symons la encontró en una habitación vacía en el número 15 de Granby Place, Hampstead Road, «sin nada en el lugar, salvo cinco libros (uno de ellos un ejemplar de presentación de Oscar Wilde) y uno o dos fantásticos adornos de oro que solía usar; cloral a su lado, y la cama cubierta de manuscritos». Gyles le había dejado su biblioteca a Yeats para salvarla de los alguaciles. Symons vendió el poema de Gyles «Para un sepulcro» a la Saturday Review. Se recuperaba en el Hospital Real de Enfermedades del Tórax, en City Road, cuando Smithers se declaró en quiebra. En noviembre de 1900, le ofreció a Smithers seis libras para el funeral de Wilde, que él rechazó.
En el momento del censo del Reino Unido de 1901, Gyles era visitante en la casa de Helen Croker en Bournemouth y se describió a sí misma como «artista escultora», soltera, de 34 años.

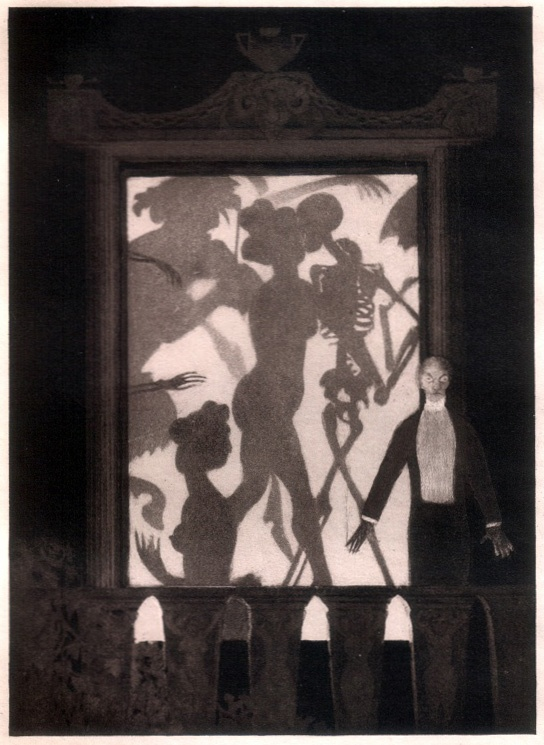
Una ilustración de Gyles de The Harlot's House (1904)

Symons describió a Smithers como «un borracho bruto al que nadie soportaba», que la había «abandonado en cuanto se distanció de sus otros amigos». La ruptura de la relación entre Smithers y Gyles provocó un grave quebranto en su salud, del que nunca se recuperó por completo, y su trabajo como diseñadora productiva prácticamente llegó a su fin. Su única obra sobreviviente es el frontispicio rechazado de El viento entre los juncos de Yeats, que finalmente se reutilizó para Las aguas sombrías (1900) y se conserva en la Biblioteca Británica. El diseño del lomo de La rosa secreta se reutilizó en la edición de 1902, pero se desconoce si Gyles participó en este rediseño. En 1903, sus diseños de portada y contraportada para El viento entre los juncos fueron rediseñados, pero es improbable que los rediseñara. Posteriormente, Yeats rechazó varios de sus diseños de lomos.
Gyles publicó versos ocasionalmente en las revistas literarias, Saturday Review, Candid Friend, The Kensington, The Venture, The Academy, Orpheus y The Vineyard. Sus dificultades económicas persistieron y rechazó la ayuda de su familia. Su amigo, Cecil French, la describió como «una persona noble y difícil que invariablemente se convertía en la desesperación de quienes la habían ayudado». Aunque había recopilado un volumen con sus versos, este permaneció como transcripción debido a su incapacidad para corregirlo, alegando que «el esfuerzo la mataría; nadie más podía corregir las pruebas». Las transcripciones se conservan en el archivo de Arthur Henry Bullen. Compton Mackenzie y su esposa Faith la visitaron en su casa de Paradise Walk, Chelsea, y describieron sus condiciones de vida como «una atmósfera de pobreza miserable», lo que llevó a la pareja a invitarla a Cornualles en mayo de 1908.
En 1908, Gyles vivía en el 2 de Oakley Crescent, Chelsea, con Francis John Stamford y Minnie Brook.
Uno de los proyectos inacabados de Gyles fue un alfabeto que estaba diseñando, El alfabeto del maravilloso bosque, alrededor de 1906. Eleanor Farjeon la describió como «de un talento exquisito, como escritora y artista; con un temperamento que la hacía destacar», pero añadió que era «fascinante y agotadora». En 1914 publicó Cartas a los niños sobre dibujo, pintura y algo más, bajo el nombre de «John Meade».

### Últimos años

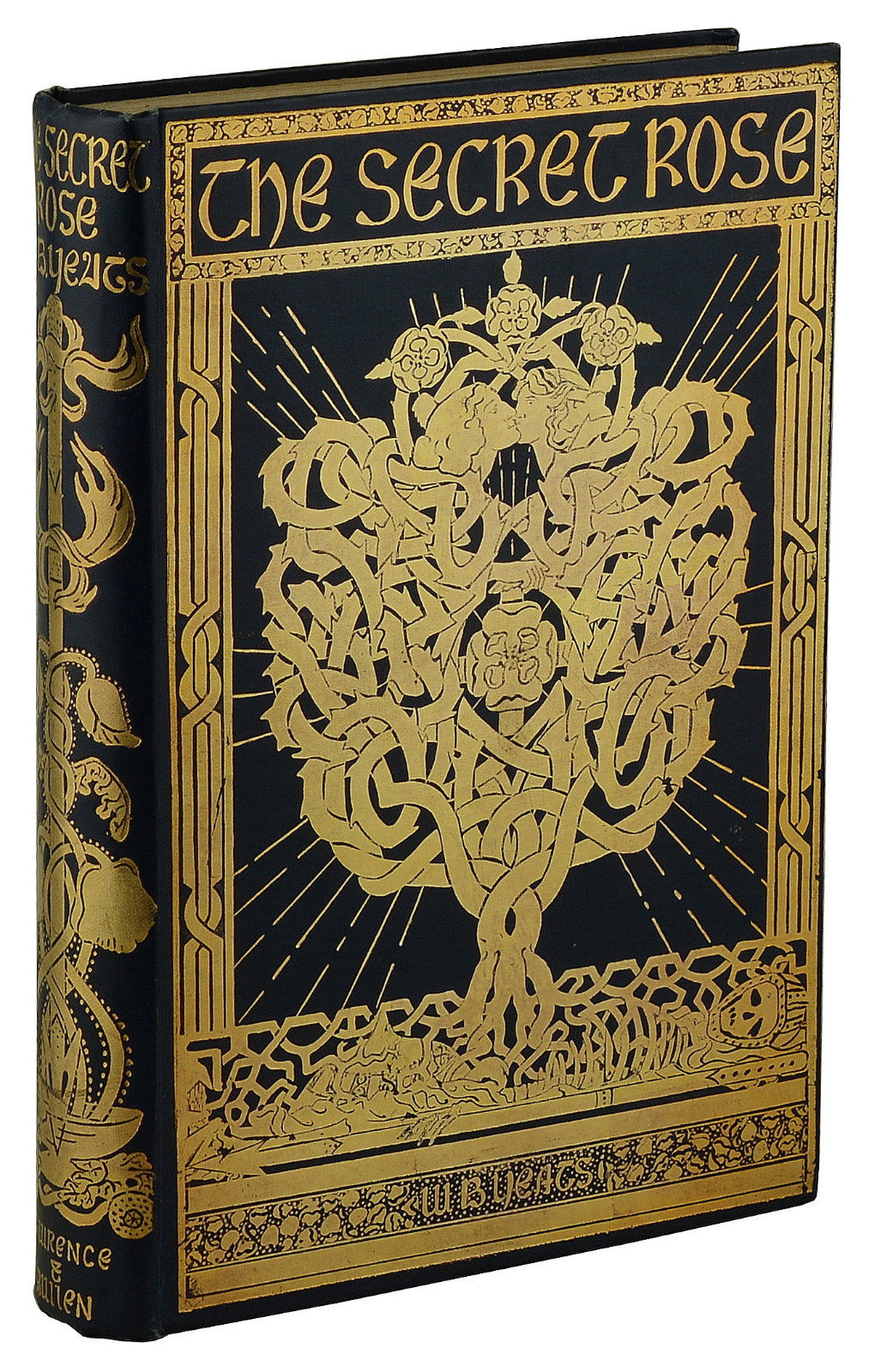
La rosa secreta (1897), portada de Althea Gyles

Aunque Gyles continuó trabajando, escribiendo y pintando, también se desvió y tuvo mala salud. Gravitó hacia diversos movimientos e intereses, como la escritura de horóscopos, el budismo, la antivivisección y el vegetarianismo, mientras contaba con el apoyo de mecenas insatisfechos como Clifford Bax, quien la consideraba un parásito. El editor Grant Richards la animó a escribir sus memorias de la década de 1890. Como resultado, escribió una novela, Pilgrimage, que Richards rechazó en febrero de 1921, aunque siguió pidiéndole que escribiera sus memorias hasta principios de 1924.
Escribió a Farjeon en la década de 1930, mientras vivía en condiciones pésimas en un sótano de Brixton, con un gran perro mestizo. La última dirección registrada fue la de Tredown Road, 19, Lewisham, y en ese momento su habitación estaba vacía, salvo por una chaise longue, algunas cosas raras y sus manuscritos. Gyles murió en un hogar de ancianos en el 69 de Crystal Palace Park Road, Beckenham, Kent, el 23 de enero de 1949.
En la novela Tatting (1957) de Faith Compton Mackenzie, un personaje llamado Ariadne Berden está basado en ella.
En 2007 se descubrieron varias fotografías de Gyles con Constance Markievicz. Sus manuscritos se encuentran ahora en las colecciones de la Universidad de Reading.